# Jean-Maurice Ooghe
Jean-Maurice Ooghe, né en 1952 à Lille, est une personnalité de la télévision française. Il a été le réalisateur du Tour de France pour France Télévisions de 1997 à 2019,,.

## Biographie
Jean-Maurice Ooghe grandit à Hénin-Liétard (devenu Hénin-Beaumont) et Billy-Montigny.
Jean-Maurice Ooghe est diplômé de l'Institut des hautes études cinématographiques (IDHEC),.
Alors qu'il pense s'orienter vers la fiction documentaire, il commence à réaliser des compétitions sportives comme de la gymnastique ou du tennis de table. Au fil des années, on lui confie de plus en plus de sports à réaliser.
Il couvre le Rallye Dakar 1997, puis, deux mois plus tard, Jean Réveillon, directeur des sports de France Télévision, lui confie la réalisation du Tour de France,. Il dirige alors un dispositif hors norme : cinq motos images, deux motos son, deux hélicoptères images, le tout relayé par deux avions et un hélicoptère relais,. À partir de 2013, des drones sont également utilisés pour filmer le patrimoine français,,,. De sa manière de réaliser, en alternant des plans sur la course et des prises de vue sur les paysages et patrimoine français, il dira « Le Tour, c'est le Tour de la France. Après, à nous d'avoir le bon dosage entre le patrimoine et le vélo. ».
Il réalise son dernier Tour de France en 2019.
Outre le Tour de France, Jean-Maurice Ooghe a également réalisé le Paris-Roubaix et le Paris-Dakar pendant près de 10 ans.
Il réalise les championnats du monde de cyclisme sur route 2020.

## Sources
- Rodrigo Beenkens et Jean Marc Ghéraille, Passion Tour: Dans la roue de Rodrigo Beenkens, Renaissance du livre, 2013 (lire en ligne)
- (en) Hugh Dauncey et Geoff Hare (dir.), The Tour De France, 1903-2003 : A Century of Sporting Structures, Meanings and Values, London/Portland (Or.), Routledge, 2003, 290 p. (ISBN 0-7146-5362-4)